# Карпо (спутник)
Ка́рпо (др.-греч. Καρπώ), или Юпитер XLVI — естественный спутник Юпитера.

## Открытие
Открыт 9 февраля 2003 года группой астрономов из Университета Гавайев под руководством Скотта Шеппарда. 30 марта 2005 года присвоено официальное название Карпо, до этого временно обозначался S/2003 J 20. Назван в честь оры Карпо из древнегреческой мифологии, дочери Зевса и Фемиды.

## Орбита
Карпо совершает полный оборот вокруг Юпитера за 456 дней, 7 часов и 12 минут, большая полуось орбиты 17,058 млн км. Орбита Карпо вытянута (эксцентриситет 0,4316) и сильно наклонена к локальной плоскости Лапласа (51,628°).
Считается, что Карпо, как и Фемисто, является одиночным спутником и не принадлежит ни к какой группе. Наклонение орбиты подобных спутников ограничивается эффектом Козаи, вызывающим периодический обмен между эксцентриситетом и наклонением орбиты. При достаточно большом наклонении эксцентриситет может стать настолько большим, что перицентр орбиты может оказаться в непосредственной близости от одного из массивных Галилеевых спутников Юпитера (Ио, Европы, Ганимеда, Каллисто). Рано или поздно Карпо либо столкнётся с одним из них, либо (в случае близкого прохождения) будет выброшена из системы Юпитера.

## Физические характеристики
Диаметр Карпо всего лишь 3 километра. Плотность оценивается 2,6 г/см³. Предположительно состоит из силикатных пород. Очень тёмная поверхность имеет альбедо 0,04. Звёздная величина равна 23,0m.